# Ian Millward
Ian Millward, né le 22 août 1960 à Wollongong, est un entraîneur australien de rugby à XIII. Joueur, il n'a jamais atteint le haut niveau, c'est donc très vite que Ian Millward se tourne vers le métier d'entraîneur. Il prend en main en Angleterre les Leigh Centurions entre 1998 et 2000 puis rejoint St Helens RLFC durant cinq années (deux titres de Super League en 2000 et 2002), il prend ensuite la direction des Wigan Warriors pendant deux années avant de regagner l'Australie pour devenir entraîneur-adjoint aux North Queensland Cowboys et aux Canberra Raiders.